# Neogreenia zizyphi
Neogreenia zizyphi är en insektsart som beskrevs av Tang 1995. Neogreenia zizyphi ingår i släktet Neogreenia och familjen pärlsköldlöss. Inga underarter finns listade i Catalogue of Life.